# Carolina Matilde di Sassonia-Coburgo-Gotha
Carolina Matilde di Sassonia-Coburgo-Gotha (nome completo in tedesco Karoline Mathilde Helene Ludwiga Auguste Beatrice, detta Calma; Coburgo, 22 giugno 1912 – Erlangen, 5 settembre 1983) è stata una principessa tedesca.

## Biografia

### Battesimo

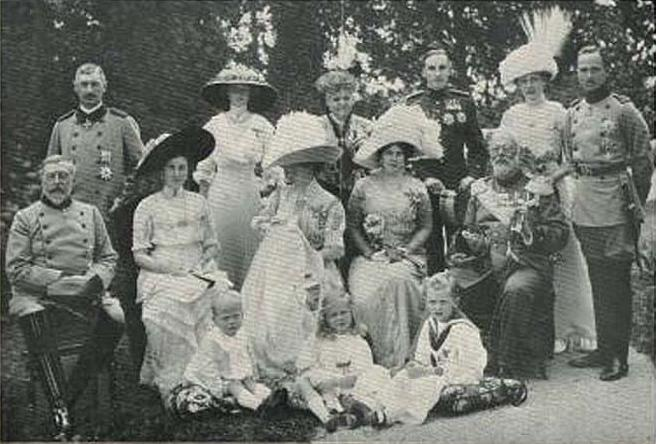
Fotografia di famiglia scattata nel giorno del battesimo di Carolina Matilde da Eduard Uhlenhuth

La principessa Calma nacque nel 1912 a Coburgo, come quartogenita del duca Carlo Edoardo e di Vittoria Adelaide di Schleswig-Holstein-Sonderburg-Glücksburg.
Venne battezzata il 25 luglio nel Castello di Callenberg ed ebbe come padrino Ludovico di Baviera e come madrina Beatrice di Sassonia-Coburgo-Gotha. Fu cresciuta da balie e governanti.

### Matrimoni

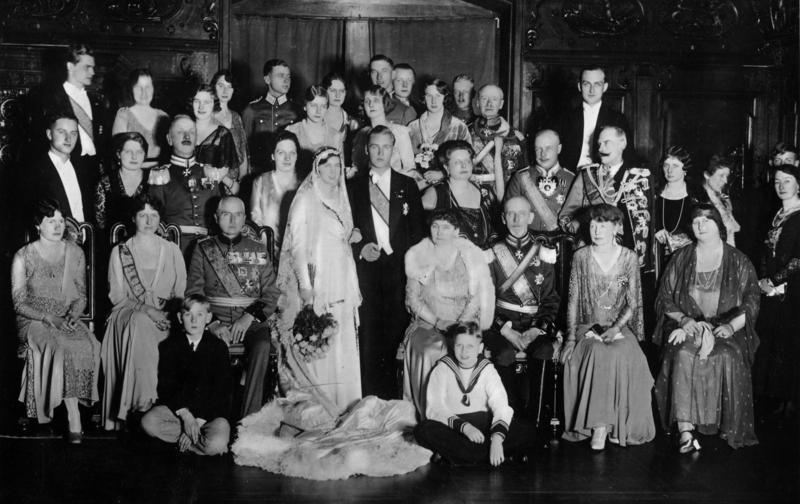
Fotografia delle prime nozze

Il 14 dicembre 1931 si sposò con il conte Friedrich Wolfgang zu Castell-Rüdenhausen, figlio di Hugo Friedrich (1871-1936) e di Clementine zu Solms-Sonnenwald (1881-1971), al castello di Greinburg. L'unione si rivelò infelice e Calma lasciò il marito dando adito a non pochi scandali. Divorziarono il 2 maggio 1938.
Il 22 giugno dello stesso anno si sposò con il famoso capitano Max Schnirring (1895-1944), ma nel 1944 rimase vedova quando lui morì il giorno dopo uno schianto avvenuto durante un volo di prova.
In terze nozze sposò Karl Otto Andrée (1912-1984), il 23 dicembre 1946. Anche questo matrimonio ebbe vita breve, in quanto divorziarono il 10 ottobre 1949.

### Vita successiva
Nel secondo dopoguerra si distaccò dai suoi figli, faticando ad adattarsi a quanto stava accadendo al padre, pesantemente multato a causa delle politiche naziste da lui adottate. Di conseguenza iniziò a lavorare come calzolaia per sbarcare il lunario, intraprendendo nel frattempo alcune relazioni con diversi uomini.
In particolar modo si legò all'ingegnere Alexander Glascow, che per lei abbandonò la moglie e i cinque figli. Egli venne accusato di aver avuto rapporti sessuali con due minorenni che lavoravano nella fabbrica di cui era proprietario. Una di esse, all'età di appena quindici anni, rimase incinta. Non volendo perdere il suo amante, Calma si operò affinché la paternità fosse attribuita a uno dei suoi figli e, andando contro la legge dell'epoca, fece in modo che la ragazza abortisse.
Quest'ultima morì durante l'aborto e il 21 dicembre 1956 Calma e Glascow vennero incriminati, poi rinchiusi in prigione per sei mesi circa.

### Morte
Morì il 5 settembre 1983, all'età di 71 anni, e venne tumulata nei giardini del Castello di Callenberg.

## Discendenza
Carolina Matilde di Sassonia-Coburgo-Gotha e Friedrich Wolfgang zu Castell-Rüdenhausen ebbero due figli e una figlia:
- Conte Bertram Friedrich zu Castell-Rüdenhausen (1932), sposò Felicita von Auersperg ed ebbero due figli;
- Conte Conradin Friedrich zu Castell-Rüdenhausen (1933-2011), sposò Marta Catharina Lonegren ed ebbero due figli;
- Contessa Victoria Adelheid zu Castell-Rüdenhausen (1935), sposò il baronetto John Miles Huntington-Whiteley ed ebbero tre figli:

Con il secondo marito Max Schnirring ebbe due figlie e un figlio:
- Calma Barbara (1938), sposò in prime nozze Richard Darrell Berger ed ebbero sei figli. In seconde nozze sposò James Cook, con cui adottò una figlia;
- Dagmar (1940), sposò in prime nozze Heinrich Walz ed ebbero due figli. Divorziarono nel 1989 e sposò in seconde nozze Eberhard Schäl.
- Peter Michael (1943-1966).

## Titoli e trattamento
- 22 giugno 1912 - 28 marzo 1919: Sua Altezza, la principessa Carolina Matilde di Sassonia-Coburgo-Gotha, principessa del Regno Unito
- 28 marzo 1919 - 14 dicembre 1931: Sua Altezza, la principessa Carolina Matilde di Sassonia-Coburgo-Gotha
- 14 dicembre 1931 - 2 maggio 1938: Sua Altezza, la principessa Carolina Matilde di Sassonia-Coburgo-Gotha, contessa di Castell-Rüdenhausen
- 2 maggio 1938 - 5 settembre 1983: Sua Altezza, la principessa Carolina Matilde di Sassonia-Coburgo-Gotha

## Ascendenza
|                                                                 |                                                      |                                                                | Genitori                                                |  |  | Nonni |  |  | Bisnonni                          |  |  | Trisnonni                           |  |
|                                                                 |                                                      |                                                                |                                                         |  |  |       |  |  | Alberto di Sassonia-Coburgo-Gotha |  |  | Ernesto I di Sassonia-Coburgo-Gotha |  |
|                                                                 |                                                      |                                                                |                                                         |  |  |       |  |  | Alberto di Sassonia-Coburgo-Gotha |  |  | Ernesto I di Sassonia-Coburgo-Gotha |  |
|                                                                 |                                                      | Luisa di Sassonia-Gotha-Altenburg                              |                                                         |  |  |       |  |  | Alberto di Sassonia-Coburgo-Gotha |  |  |                                     |  |
| Leopoldo di Sassonia-Coburgo-Gotha                              |                                                      |                                                                |                                                         |  |  |       |  |  | Alberto di Sassonia-Coburgo-Gotha |  |  |                                     |  |
|                                                                 |                                                      | Vittoria del Regno Unito                                       | Edoardo Augusto di Hannover                             |  |  |       |  |  |                                   |  |  |                                     |  |
|                                                                 |                                                      | Vittoria del Regno Unito                                       | Edoardo Augusto di Hannover                             |  |  |       |  |  |                                   |  |  |                                     |  |
|                                                                 |                                                      | Vittoria del Regno Unito                                       | Vittoria di Sassonia-Coburgo-Saalfeld                   |  |  |       |  |  |                                   |  |  |                                     |  |
| Carlo Edoardo di Sassonia-Coburgo-Gotha                         |                                                      | Vittoria del Regno Unito                                       |                                                         |  |  |       |  |  |                                   |  |  |                                     |  |
|                                                                 |                                                      | Giorgio Vittorio di Waldeck e Pyrmont                          | Giorgio II di Waldeck e Pyrmont                         |  |  |       |  |  |                                   |  |  |                                     |  |
|                                                                 |                                                      | Giorgio Vittorio di Waldeck e Pyrmont                          | Giorgio II di Waldeck e Pyrmont                         |  |  |       |  |  |                                   |  |  |                                     |  |
|                                                                 |                                                      | Giorgio Vittorio di Waldeck e Pyrmont                          | Emma di Anhalt-Bernburg-Schaumburg-Hoym                 |  |  |       |  |  |                                   |  |  |                                     |  |
| Elena di Waldeck e Pyrmont                                      |                                                      | Giorgio Vittorio di Waldeck e Pyrmont                          |                                                         |  |  |       |  |  |                                   |  |  |                                     |  |
|                                                                 |                                                      | Elena di Nassau                                                | Guglielmo di Nassau                                     |  |  |       |  |  |                                   |  |  |                                     |  |
|                                                                 |                                                      | Elena di Nassau                                                | Guglielmo di Nassau                                     |  |  |       |  |  |                                   |  |  |                                     |  |
|                                                                 |                                                      | Elena di Nassau                                                | Paolina di Württemberg                                  |  |  |       |  |  |                                   |  |  |                                     |  |
| Carolina Matilde di Sassonia-Coburgo-Gotha                      |                                                      | Elena di Nassau                                                |                                                         |  |  |       |  |  |                                   |  |  |                                     |  |
|                                                                 | Federico di Schleswig-Holstein-Sonderburg-Glücksburg | Federico Guglielmo di Schleswig-Holstein-Sonderburg-Glücksburg |                                                         |  |  |       |  |  |                                   |  |  |                                     |  |
|                                                                 | Federico di Schleswig-Holstein-Sonderburg-Glücksburg | Federico Guglielmo di Schleswig-Holstein-Sonderburg-Glücksburg |                                                         |  |  |       |  |  |                                   |  |  |                                     |  |
|                                                                 | Federico di Schleswig-Holstein-Sonderburg-Glücksburg | Luisa Carolina d'Assia-Kassel                                  |                                                         |  |  |       |  |  |                                   |  |  |                                     |  |
| Federico Ferdinando di Schleswig-Holstein-Sonderburg-Glücksburg | Federico di Schleswig-Holstein-Sonderburg-Glücksburg |                                                                |                                                         |  |  |       |  |  |                                   |  |  |                                     |  |
|                                                                 |                                                      | Adelaide di Schaumburg-Lippe                                   | Giorgio Guglielmo di Schaumburg-Lippe                   |  |  |       |  |  |                                   |  |  |                                     |  |
|                                                                 |                                                      | Adelaide di Schaumburg-Lippe                                   | Giorgio Guglielmo di Schaumburg-Lippe                   |  |  |       |  |  |                                   |  |  |                                     |  |
|                                                                 |                                                      | Adelaide di Schaumburg-Lippe                                   | Ida di Waldeck e Pyrmont                                |  |  |       |  |  |                                   |  |  |                                     |  |
| Vittoria Adelaide di Schleswig-Holstein-Sonderburg-Glücksburg   |                                                      | Adelaide di Schaumburg-Lippe                                   |                                                         |  |  |       |  |  |                                   |  |  |                                     |  |
|                                                                 |                                                      | Federico VIII di Schleswig-Holstein-Sonderburg-Augustenburg    | Cristiano di Schleswig-Holstein-Sonderburg-Augustenburg |  |  |       |  |  |                                   |  |  |                                     |  |
|                                                                 |                                                      | Federico VIII di Schleswig-Holstein-Sonderburg-Augustenburg    | Cristiano di Schleswig-Holstein-Sonderburg-Augustenburg |  |  |       |  |  |                                   |  |  |                                     |  |
|                                                                 |                                                      | Federico VIII di Schleswig-Holstein-Sonderburg-Augustenburg    | Luisa Sofia di Danneskiold-Samsøe                       |  |  |       |  |  |                                   |  |  |                                     |  |
| Carolina Matilde di Schleswig-Holstein-Sonderburg-Augustenburg  |                                                      | Federico VIII di Schleswig-Holstein-Sonderburg-Augustenburg    |                                                         |  |  |       |  |  |                                   |  |  |                                     |  |
|                                                                 |                                                      | Adelaide di Hohenlohe-Langenburg                               | Ernesto I di Hohenlohe-Langenburg                       |  |  |       |  |  |                                   |  |  |                                     |  |
|                                                                 |                                                      | Adelaide di Hohenlohe-Langenburg                               | Ernesto I di Hohenlohe-Langenburg                       |  |  |       |  |  |                                   |  |  |                                     |  |
|                                                                 |                                                      | Adelaide di Hohenlohe-Langenburg                               | Feodora di Leiningen                                    |  |  |       |  |  |                                   |  |  |                                     |  |
|                                                                 |                                                      | Adelaide di Hohenlohe-Langenburg                               |                                                         |  |  |       |  |  |                                   |  |  |                                     |  |